# Star Flyer (attraction)
Pour les articles homonymes, voir Starflyer (homonymie).

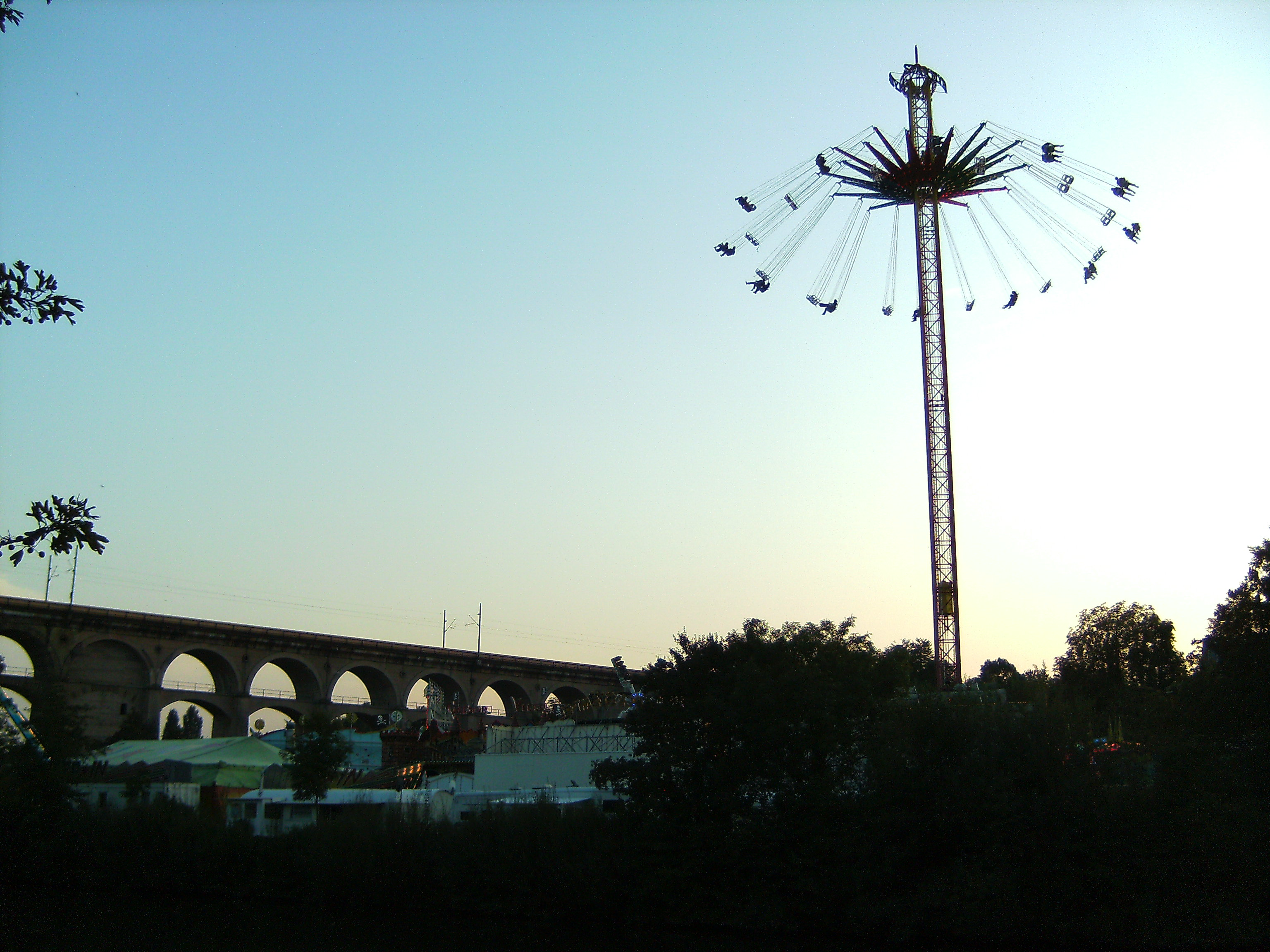
Star Flyer surplombant la fête foraine de Bietigheim-Bissingen.

Une Star Flyer ou Vertical Swing est un type d'attraction mêlant le mouvement des chaises volantes à une impressionnante hauteur de mât. Ce type d'attraction fut présenté pour la première fois par Funtime en 2004. Il existe aussi bien en version transportable, permettant une hauteur de 35 mètres, qu'en version parc où, fixé avec des fondations plus stable il peut atteindre des hauteurs proche des 80 mètres de haut en moyenne.
Zamperla présente en 2006 son propre modèle sous le nom "Vertical Swing". La différence majeure dans cette version réside dans le fait que le mât tourne complètement emportant les nacelles dans son mouvement, alors que chez Funtime, le mat reste fixe et c'est une structure supportant les bras de l'attraction qui tourne. D'autres projets semblables furent présentés par la suite par les constructeurs Troisne, Mondial Rides et Fabbri Group.
En 2010, le plus haut Star Flyer au monde est inauguré au Prater de Vienne. Praterturm, construit par Funtime atteint la hauteur de 117 mètres. Ce record est battu avec Eclipse à Gröna Lund ( 120 mètres), puis à Six Flags Over Texas avec Texas SkyScreamer (123 mètres), New England SkyScreamer à Six Flags New England (125 mètres) en 2014  et enfin Bollywood SkyFlyer à Bollywood Parks Dubai (140 m) en 2021.

## Attractions de ce type
| Attraction                          | Parc                              | Pays                | Hauteur | Date d'ouverture |
| ----------------------------------- | --------------------------------- | ------------------- | ------- | ---------------- |
| Bird Flyer                          | New Reoma World                   | Japon               | 59 m    | 2013             |
| Bollywood SkyFlyer                  | Bollywood Parks Dubai             | Émirats arabes unis | 140 m   | 2021             |
| Eclipse                             | Gröna Lund                        | Suède               | 120 m   | 2013             |
| Fiesta Mexicana                     | PowerPark                         | Finlande            | 30 m    | 2007             |
| FlyOver                             | Fantasilandia                     | Chili               | 80 m    | 2017             |
| Himmelskibet                        | Jardins de Tivoli                 | Danemark            | 80 m    | 2006             |
| Hurricane                           | Walibi Rhône-Alpes                | France              | 50 m    | 2018             |
| La Tour de Numérobis                | Parc Astérix                      | France              |         | 2024             |
| Lighthouse Tower                    | Holiday Park                      | Allemagne           | 80 m    | 2006             |
| Mega Mindy Flyer                    | Plopsa Coo                        | Belgique            | 68 m    | 2010             |
| New England SkyScreamer             | Six Flags New England             | États-Unis          | 125 m   | 2014             |
| North Star                          | Valleyfair                        | États-Unis          | 70 m    | 2017             |
| Praterturm                          | Prater de Vienne                  | Autriche            | 117 m   | 2010             |
| Pterodactyl                         | Flamingo Land Theme Park & Zoo    | Royaume-Uni         | 46 m    | 2012             |
| ROX Flyer Anciennement Spring Flyer | Plopsaland De Panne               | Belgique            | 70 m    | 2006             |
| Skycatcher                          | Kentucky Kingdom                  | États-Unis          |         | 2015             |
| SkyScreamer                         | Six Flags St. Louis               | États-Unis          | 72 m    | 2011             |
| SkyScreamer                         | Six Flags Discovery Kingdom       | États-Unis          | 46 m    | 2011             |
| SkyScreamer                         | Six Flags Fiesta Texas            | États-Unis          | 60 m    | 2012             |
| SkyScreamer                         | Six Flags Great Adventure         | États-Unis          | 74 m    | 2012             |
| SkyScreamer                         | Six Flags Over Georgia            | États-Unis          | 117 m   | 2013             |
| SkyScreamer                         | Six Flags Mexico                  | Mexique             | 74 m    | 2015             |
| Sky Flyer                           | Fun Park Mirnovec                 | Croatie             |         | 2017             |
| Star Flyer                          | Allou Fun Park                    | Grèce               |         | 2008             |
| Star Flyer                          | Magical Midway                    | États-Unis          |         | 2006             |
| Star Flyer                          | Elitch Gardens                    | États-Unis          |         | 2017             |
| Star Flyer                          | Nagashima Spa Land                | Japon               | 63,4 m  | 2012             |
| Star Flyer                          | Parque de Atracciones de Madrid   | Espagne             | 80 m    | 2010             |
| Star Flyer                          | Prater de Vienne                  | Autriche            | 80 m    | 2004             |
| Star Flyer                          | Tykkimäki                         | Finlande            | 72 m    | 2009             |
| Star Flyer Goku                     | Greenland                         | Japon               | 59 m    | 2012             |
| The Swing                           | Martin's Fantasy Island (en)      | États-Unis          |         | 2008             |
| Tekkotsu Bancho                     | Fuji-Q Highland                   | Japon               | 59 m    | 2009             |
| Texas SkyScreamer                   | Six Flags Over Texas              | États-Unis          | 123 m   | 2013             |
| Texas Star Flyer                    | Galveston Pleasure Pier           | États-Unis          | 70 m    | 2012             |
| Tornado                             | Terra Mítica                      | Espagne             | 80 m    | 2016             |
| Torre del Mar                       | Hansa-Park                        | Allemagne           | 70 m    | 2005             |
| Vertical Swing                      | Kernie's Familienpark             | Allemagne           | 58 m    | 2009             |
| Vertical Swing                      | Divo Ostrov                       | Russie              | 78 m    | 2006             |
| Vertical Swing                      | Parque de atracciones de Zaragoza | Espagne             | 20 m    | 2010             |
| Vol Ultime                          | La Ronde                          | Canada              | 43 m    | 2012             |
| Wonder Woman: Lasso of Truth        | Six Flags America                 | États-Unis          | 74 m    | 2017             |